# Vall de l'Abava
La vall de l'Abava és la vall del riu Abava als municipis de Talsi, Tukums, i Kuldīga, a Letònia, la regió històrica de Kurzeme.
Després de la inclusió a la llista de control del World Monuments Fund de llocs del patrimoni en perill d'extinció, el 20 de juny de 1996, la República de Letònia va designar la vall d'Abava com a territori cultural especialment protegit i el 3 de gener de 2005 va ser presentada per a la seva inclusió a la llista de Patrimoni de la Humanitat de la UNESCO.
La vall és la ruta de la carretera històrica de Riga a Prússia i el nord d'Alemanya, i com a tal, és rica en monuments històrics i culturals. En els seus voltants hi ha 16 monuments naturals protegits, com la Pedra del Diable, la Cova del Diable i les Cambres de Mara, cinc pedres, set ràpids i tres parcs amb arrels històriques.